# Hải Hòa, Quảng Ninh
Hải Hòa là một xã thuộc tỉnh Quảng Ninh, Việt Nam.

## Địa lý
Xã Hải Hòa có diện tích 96,11 km², dân số năm 2022 là 5.606 người, mật độ dân số đạt 58 người/km².

## Lịch sử
Ngày 28 tháng 9 năm 2024, Ủy ban Thường vụ Quốc hội ban hành Nghị quyết số 1199/NQ-UBTVQH15 về việc sắp xếp đơn vị hành chính cấp huyện, cấp xã của tỉnh Quảng Ninh giai đoạn 2023 – 2025 (nghị quyết có hiệu lực từ ngày 1 tháng 11 năm 2024). Theo đó, thành lập xã Hải Hòa trên cơ sở nhập toàn bộ diện tích tự nhiên là 15,81 km², quy mô dân số là 1.738 người của xã Cẩm Hải và toàn bộ diện tích tự nhiên là 80,30 km², quy mô dân số là 3.868 người của xã Cộng Hòa.
Xã Hải Hòa có 96,11 km² diện tích tự nhiên và quy mô dân số là 5.606 người.